# Ovalen van Cassini
Een ovaal van Cassini is een meetkundige figuur die bestaat uit de punten waarvan de afstanden tot twee vaste brandpunten {\displaystyle F} en {\displaystyle F'} een constant product hebben. Dit is anders dan bij de ellips waar de afstanden een constante som hebben. De ovalen zijn genoemd naar de Italiaanse astronoom Giovanni Domenico Cassini (8 juni 1625 – 14 september 1712).

## Vergelijking
Als de twee brandpunten gegeven zijn door {\displaystyle F=(-a,0)} en {\displaystyle F'=(a,0)}, kan de vergelijking van een ovaal van Cassini als volgt geschreven worden:
{\displaystyle (y^{2}+(x-a)^{2})(y^{2}+(x+a)^{2})=c^{4}}

## Vormen

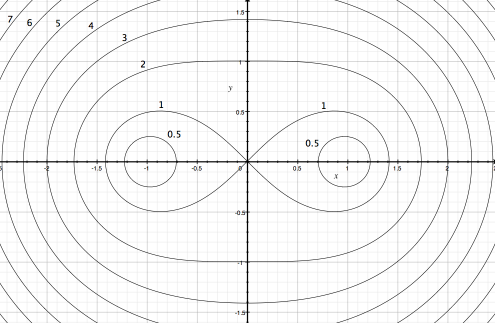
Ovalen van Cassini met brandpunten (–1,0) en (1,0) (oftewel a=1), met verschillende waarden van c.

De ovalen van Cassini nemen verschillende vormen aan. Als {\displaystyle 0<c<a} bestaat de ovaal uit twee aparte ovalen rond de brandpunten. Als {\displaystyle c=a} is de ovaal gelijk aan een lemniscaat van Bernoulli. Als {\displaystyle a<c<{\sqrt {2}}a} heeft de ovaal een "deuk". Als {\displaystyle c>{\sqrt {2}}a} is deze "deuk" er niet meer, en lijkt de ovaal op een ellips, en als {\displaystyle c} steeds groter wordt, gaat hij steeds meer op een cirkel lijken. 